# Octyl salicylate
Octyl Salicylate, hoặc Salicylat 2-ethylhexyl, là một hợp chất hữu cơ được sử dụng làm thành phần trong kem chống nắng và mỹ phẩm để hấp thụ tia UVB (tia cực tím) từ ánh nắng mặt trời. Nó là este hình thành bởi sự ngưng tụ của một axit salicylic với 2-ethylhexanol. Nó là một chất lỏng không màu với mùi thơm của hoa nhẹ.
Phần salicylate của phân tử hấp thụ ánh sáng cực tím, bảo vệ da khỏi các tác hại của ánh sáng mặt trời. Phần ethylhexanol là một chất béo có cồn, thêm tính chất làm mềm và dầu (chống thấm).